# Algemene verkiezingen in Liberia (1935)

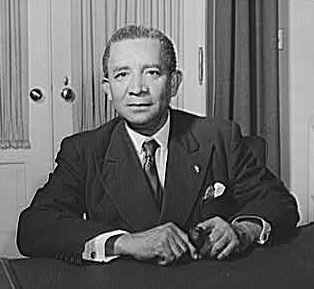
President Edwin Barclay.

De algemene verkiezingen in Liberia van 1935 vonden op 7 mei plaats. Tegelijkertijd werd er een Constitutioneel referendum gehouden waarin de kiezers zich konden uitspreken over het regeringsvoornemen om het ambtstermijn van een president te begrenzen een termijn van acht jaar.
Zittend president Edwin Barclay van de True Whig Party nam het op tegen oud-president Charles D.B. King die in 1930 moest aftreden vanwege een schandaal. Het gerucht ging dat de kandidatuur van King werd gefinancierd door de Firestone Tire and Rubber Company, die enorme rubberplantages in Liberia had geleaset, en de Amerikaanse regering die de economische liberaal en op buitenlandse investeringen gerichte King hoger aansloegen dan de voorzichtige president Barclay. Om zijn kansen op het presidentschap groter te maken was King een monsterverbond aangegaan met enkele vooraanstaande politici, waaronder Thomas J. Faulkner, de man die hem mede ten val had gebracht in 1930.
In totaal kreeg King 7.506 stemmen. Ter vergelijking: Barclay kreeg alleen al in Montserrado County 110.083 stemmen.

## Uitslag presidentsverkiezingen
| Kandidaat                       | Kandidaat         | Partij                                | Stemmen | %      |
| ------------------------------- | ----------------- | ------------------------------------- | ------- | ------ |
|                                 | Edwin J. Barclay  | True Whig Party                       |         | 95,00  |
|                                 | Charles D.B. King | United True Whig Party People's Party | 7.506   | 5,00   |
| Totaal                          | Totaal            | Totaal                                |         | 100,00 |
|                                 |                   |                                       |         |        |
| Geregistreerde kiezers/ opkomst |                   |                                       |         |        |
| Bron: Burrowes                  |                   |                                       |         |        |